# Yoldia
Genre
Les Yoldia forment un genre de mollusque bivalve. On en a retrouvé des fossiles dans l'ancienne mer à laquelle il a donné son nom qui s'étendait, en Suède, du détroit de Kattegat à la Mer Baltique en passant par les actuels lacs Vänern et Vättern qui en sont des vestiges.

## Liste d'espèces
Selon ITIS:
- Yoldia amygdalea Valenciennes, 1846
- Yoldia beringiana Dall, 1916
- Yoldia cooperii Gabb, 1865
- Yoldia excavata
- Yoldia glacialis Gray, 1828
- Yoldia hyperborea (Gould, 1841)
- Yoldia limatula (Say, 1831)
- Yoldia martyria Dall, 1897
- Yoldia micrometrica (Sequenza, 1878)
- Yoldia myalis (Couthouy, 1838)
- Yoldia regularis A. E. Verrill, 1884
- Yoldia sapotilla (Gould, 1841)
- Yoldia scissurata Dall, 1897
- Yoldia secunda Dall, 1916
- Yoldia seminuda Dall, 1871
- Yoldia solenoides Dall, 1881